# 3879-es busz
A 3879-es jelzésű autóbuszvonal egy Sárospatak és Révleányvár között közlekedő helyközi járat, amelyet a Volánbusz Zrt. üzemeltet Tiszakarád és Cigánd érintésével.

## Útvonala
Sárospatak vasútállomásról indul. A Bodrog folyót keresztezve hagyja el a várost Tiszacsermely felé. A 3814-es mellékúton halad, a vonal 8. kilométerénél Páterhomok kültelepülést éri el, majd a tiszakarádi elágazáshoz érkezik. A községet majdnem minden alkalommal érinti. Ezt követi Nagyhomok és Tiszacsermely. Cigánd város következik, a legtöbb indítás a fordulóhoz betér. Ricsét délnyugati irányból közelíti meg, a vegyesbolt megállóban néhány járat végállomásozik. Semjén irányába tart, majd a szomszédos Lácacséke jön. A szlovák határ határán Dámócot, majd nem egyszer Őrhegyet, Dámóc külterületét. Pár szóló csak Zemplénagárdig közlekedik az innen még 4 kilométerre fekvő Révleányvár helyett. Révleányvár Fő terén van a vonalnak vége.
Ellentétes irányban útvonala változatlan.

## Közlekedése
Indításszáma átlagos, elég sok másik vonal is elközlekedik Révleányvárig, viszont kevesebb busszal. Vasúti (Szerencs/Miskolc/Budapest felé/felől) és autóbuszi (Sátoraljaújhely felé/felől) csatlakozás van biztosítva Sárospatakon a legtöbb esetben.
| Útvonal                                             | Indításszám     | Közlekedési rend                           |
| --------------------------------------------------- | --------------- | ------------------------------------------ |
| Sárospatak, vá. – Ricse, v.bolt                     | 2 oda, 1 vissza | tanévben munkaszüneti napokon              |
| Sárospatak, vá. – Ricse, v.bolt                     | 1 pár           | munkaszüneti napokon, kiv. tanévi vasárnap |
| Sárospatak, vá. – Zemplénagárd, Révleányvári u. 54. | 1 oda           | szabadnapokon                              |
| Sárospatak, vá. – Zemplénagárd, Révleányvári u. 54. | 1 oda, 2 vissza | tanévben munkaszüneti napokon              |
| Sárospatak, vá. – Révleányvár, Fő tér               | 3 pár           | munkanapokon                               |
| Sárospatak, vá. – Révleányvár, Fő tér               | 2 pár           | szabadnapokon                              |
| Sárospatak, vá. – Révleányvár, Fő tér               | 2 oda, 1 vissza | tanévben munkaszüneti napokon              |
| Sárospatak, vá. – Révleányvár, Fő tér               | 1 oda, 2 vissza | tanszünetben munkaszüneti napokon          |

## Megállóhelyei
| 0 | Sárospatak, vasútállomás végállomás                      | 0.0 km  | 1449 3729, 3869, 3870, 3871, 3872, 3873, 3875, 3878, 3880, 3881, 3882, 3883, 3884, 3885, 3886, 3888, 3889, 3930 Füzér InterCity, Zemplén InterCity, személyvonat – Sárospatak [80.] |
| 1 | Sárospatak, Bodrog Áruház                                | 0.9 km  | 1449 3729, 3869, 3872, 3873, 3875, 3878, 3880, 3881, 3882, 3883, 3884, 3885, 3886, 3888, 3889, 3923                                                                                 |
| 2 | Sárospatak, téglagyár                                    | 2.6 km  | 3872, 3873, 3875, 3878, 3880, 3888, 3923 |
| 3 | Halászhomoki elágazás                                    | 4.7 km  | 3872, 3873, 3875, 3878, 3880, 3888, 3923 |
| 4 | Páterhomok, vegyesbolt                                   | 7.9 km  | 3878, 3880, 3888, 3923 |
| 5 | Sirálytanya                                              | 9.2 km  | 3878, 3880, 3888, 3923 |
| 6 | Dorkótanyai elágazás                                     | 12.1 km | 3878, 3880, 3888, 3923 |
| 7 | Tiszakarádi elágazás                                     | 16.2 km | 3878, 3880, 3888, 3920, 3923 |
| Munkanapokon 3; munkaszüneti napokon 2 (tanévben 3) indítás nem érinti.                               |                                                          |         | |
| 8 | Kishomok, termelőszövetkezet major                       | 17.6 km | 3880, 3888, 3920, 3923 |
| 9 | Tiszakarád, malom                                        | 20.2 km | 3880, 3888, 3920, 3923 |
| 10 | Tiszakarád, Rákóczi utca 71.                             | 20.8 km | 3880, 3888, 3920, 3923 |
| 11 | Tiszakarád, Budai Nagy Antal utca 5.                     | 22.3 km | 3880, 3888, 3920, 3923 |
| 12 | Tiszakarád, Dózsa tér                                    | 23.4 km | 3880, 3888, 3920, 3923 |
| 13 | Tiszakarád, Budai Nagy Antal utca 5.                     | 24.5 km | 3880, 3888, 3920, 3923 |
| 14 | Tiszakarád, Rákóczi utca 71.                             | 26.0 km | 3880, 3888, 3920, 3923 |
| 15 | Tiszakarád, malom                                        | 26.6 km | 3880, 3888, 3920, 3923 |
| 16 | Kishomok, termelőszövetkezet major                       | 29.2 km | 3880, 3888, 3920, 3923 |
| 17 | Tiszakarádi elágazás                                     | 30.6 km | 3878, 3880, 3888, 3920, 3923 |
| 18 | Nagyhomok, autóbusz-váróterem                            | 30.9 km | 3878, 3880, 3888, 3923 |
| 19 | Tiszacsermely, Kossuth utca 8.                           | 36.4 km | 3878, 3880, 3888, 3923 |
| 20 | Tiszacsermely, autóbusz-váróterem                        | 37.4 km | 3878, 3880, 3888, 3923 |
| 21 | Tiszacsermely, Arany János utca 10.                      | 38.8 km | 3878, 3880, 3888, 3923 |
| 22 | Határszél                                                | 39.4 km | 3878, 3880, 3888, 3923 |
| 23 | Erzsébettanya bejárati út                                | 41.6 km | 3878, 3880, 3888, 3923 |
| 24 | Cigánd, Felszabadulás utca                               | 43.6 km | 3878, 3880, 3888, 3923 |
| 25 | Cigánd, Árpád utca                                       | 44.4 km | 3878, 3880, 3888, 3923 |
| 26 | Cigánd, szabadidőközpont                                 | 45.1 km | 3877, 3878, 3880, 3887, 3888, 3920, 3923, 3925 |
| Tanszönetben munkanapokon 1; szabadnapokon 1; munkaszüneti napokon 3 (tanévben 6) indítás nem érinti. |                                                          |         | |
| 27 | Cigánd, Hősök tere                                       | 45.9 km | 3877, 3878, 3880, 3887, 3888, 3920, 3925 |
| 28 | Cigánd, autóbusz-forduló                                 | 46.5 km | 3877, 3878, 3880, 3887, 3888, 3920, 3925 |
| 29 | Cigánd, Hősök tere                                       | 47.2 km | 3877, 3878, 3880, 3887, 3888, 3920, 3925 |
| 30 | Cigánd, szabadidőközpont                                 | 48.0 km | 3877, 3878, 3880, 3887, 3888, 3920, 3923, 3925 |
| 31 | Branyiczkitanya                                          | 49.7 km | 3877, 3878, 3887, 3888, 3923 |
| 32 | Ricsei útelágazás                                        | 51.3 km | 3877, 3878, 3887, 3888, 3923 |
| 33 | Budahomok                                                | 55.7 km | 3877, 3878, 3887, 3923 |
| 34 | Ricse, Vasút utca 54.                                    | 57.5 km | 3877, 3878, 3887, 3923 |
| 35 | Ricse, szociális otthon                                  | 58.4 km | 3872, 3877, 3878, 3887, 3923, 3924, 3925 |
| 36 | Ricse, vegyesbolt vonalközi végállomás                   | 59.1 km | 3872, 3873, 3877, 3878, 3887, 3923, 3924, 3925 |
| 37 | Ricse, óvoda                                             | 59.8 km | 3872, 3873, 3877, 3923, 3924, 3925 |
| 38 | Ricse, újtelep                                           | 60.5 km | 3872, 3873, 3877, 3923, 3924, 3925 |
| 39 | Semjén, Rákóczi utca 4.                                  | 61.3 km | 3872, 3873, 3877, 3923, 3924, 3925 |
| 40 | Semjén, ricsei elágazás                                  | 62.0 km | 3872, 3873, 3877, 3923, 3924, 3925 |
| 41 | Semjén, felső                                            | 62.5 km | 3873, 3877, 3923, 3925 |
| 42 | Lácacséke, tűzoltószertár                                | 63.4 km | 3873, 3877, 3923, 3925 |
| 43 | Lácacséke, községháza                                    | 64.8 km | 3873, 3877, 3923, 3925 |
| 44 | Lácacséke, monyhai elágazás                              | 64.8 km | 3873, 3877, 3925 |
| 45 | Dámóc, autóbusz-váróterem                                | 68.0 km | 3873, 3877, 3925 |
| 46 | Dámóc, újfalu                                            | 69.2 km | 3873, 3877, 3925 |
| 47 | Őrhegyi elágazás                                         | 70.6 km | 3873, 3877, 3925 |
| Munkanapokon 1; szabadnapokon 2; munkaszüneti napokon 2 (tanévben 3) indítás nem érinti.              |                                                          |         | |
| 48 | Őrhegy, autóbusz-forduló                                 | 71.5 km | 3873, 3877, 3925 |
| 49 | Őrhegyi elágazás                                         | 72.4 km | 3873, 3877, 3925 |
| 50 | Zemplénagárd, vegyesbolt                                 | 74.0 km | 3873, 3877, 3925 |
| 51 | Zemplénagárd, Fő utca 61.                                | 74.8 km | 3873, 3877, 3925 |
| 52 | Zemplénagárd, községháza                                 | 75.7 km | 3873, 3877, 3925 |
| 53 | Zemplénagárd, révleányvári utca 54. vonalközi végállomás | 76.6 km | 3873, 3877, 3925 |
| 54 | Révleányvár, szőlőhomok                                  | 80.1 km | 3873, 3877, 3925 |
| 55 | Révleányvár, Fő tér végállomás                           | 81.1 km | 3872, 3873, 3878, 3924, 3925 |